# Lusura altrix
Lusura altrix är en fjärilsart som beskrevs av Cramer-stoll 1782. Lusura altrix ingår i släktet Lusura och familjen tandspinnare. Inga underarter finns listade i Catalogue of Life.